# Nachum Golan

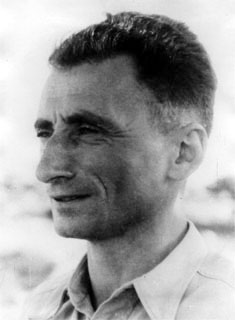
Nachum Golan, um 1949

Nachum Golan (hebräisch נַחוּם גּוֹלָן Nachūm Gōlan, in Sprachen ohne den Laut ch (IPA χ) auch Nahum; gebürtig Norbert Spiegel; * 11. Januar 1915 in Gera; † 1991 in Israel) war ein deutsch-israelischer Brigadegeneral der Israelischen Verteidigungsstreitkräfte und von 1948 bis 1950 Kommandeur der Golani-Brigade.

## Leben
Norbert Spiegel wurde 1915 als zweites Kind von Jakob und Sara Spiegel in Gera geboren. Er besuchte dort die jüdische Schule und wechselte mit der 5. Klasse an das Gymnasium Rutheneum.
In Vorbereitung auf seine geplante Auswanderung nach Palästina und der damit zu erwartenden handwerklichen Arbeit als Siedler, verließ er 1932 das Gymnasium und begann in Gera eine Ausbildung zum Maurer. Er war in der Führung der Geraer Ortsgruppe der zionistisch-sozialistischen Jugendbewegung Brith haʿOlim aktiv und ging 1933 nach Leipzig, um in deren Gauleitung tätig zu werden. Dort setzte er seine Maurerausbildung fort und legte, zugelassen nur unter der Bedingung, später nicht als Maurergeselle in Deutschland zu arbeiten, seine Gesellenprüfung ab.
Im Sommer 1933 ging er nach Berlin und war dort bis April 1935 in der Leitung der HeChaluz tätig. Er war verantwortlich für die Alija-Abteilung und arbeitete unter anderem mit Levi Eschkol, dem späteren israelischen Ministerpräsidenten, zusammen. Im April 1935 verließ er Deutschland für immer und machte Alija. Später ließ er sich im Kibbuz Kfar Szold nieder. Während seine Geschwister ebenfalls noch rechtzeitig aus Deutschland emigrieren konnten (sein Bruder Siegmund Spiegel wurde in den USA ein erfolgreicher Architekt), wurden die Eltern 1938 in der „Polenaktion“ aus Gera deportiert und wahrscheinlich im Sommer 1941 im Holocaust ermordet.

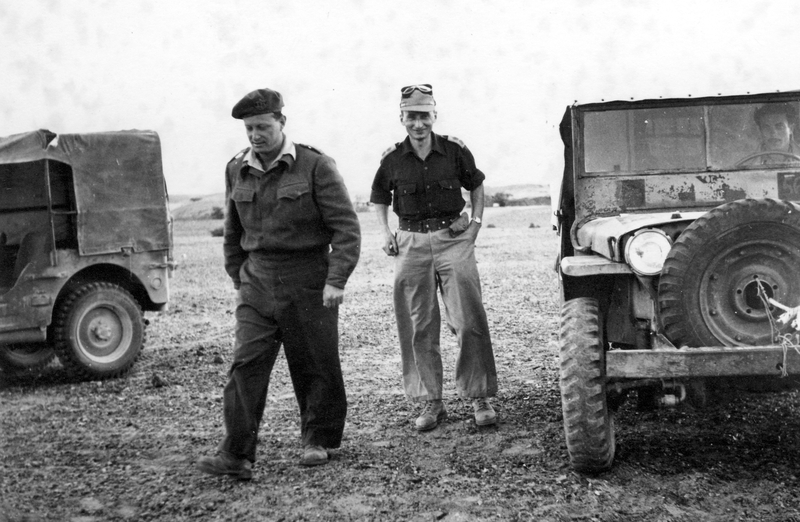
Nachum Golan (rechts) mit Jigal Allon während der Operation Ovda (März 1949)

Im Zweiten Weltkrieg kämpfte er in der Jüdischen Brigade der britischen Armee und wurde nach der Gründung des Staates Israel Oberst in den Israelischen Verteidigungsstreitkräften. Von 1948 bis 1950 war er Kommandeur der Golani-Brigade im Rang eines Brigadegenerals. Er nahm am Krieg um Israels Unabhängigkeit, Sinai-Krieg, Sechstagekrieg und Jom-Kippur-Krieg teil. Nach der Eroberung der Golanhöhen im Sechstagekrieg, an der die Golani-Brigade wesentlich beteiligt war, nahm er fortan den Familiennamen Golan an.
Neben seinem Militärdienst, zu dem er nur in Krisenzeiten berufen wurde, widmete sich Nachum Golan wissenschaftlichen Aufgaben, engagierte sich in der Kibbuz-Bewegung und war im diplomatischen Dienst aktiv.
Seit 2018 erinnern an ihrem ehemaligen Wohnsitz in der Geraer Arndtstraße fünf Stolpersteine an die Mitglieder der Familie Spiegel.